# Eumecochernes oceanicus
Eumecochernes oceanicus är en spindeldjursart som beskrevs av Beier 1932. Eumecochernes oceanicus ingår i släktet Eumecochernes och familjen blindklokrypare. Inga underarter finns listade i Catalogue of Life.